# 1425 v. Chr.
Portal Geschichte | Portal Biografien | Aktuelle Ereignisse | Jahreskalender | Tagesartikel

◄ |
16. Jahrhundert v. Chr. |
15. Jahrhundert v. Chr. |
14. Jahrhundert v. Chr. |
►

1410er v. Chr. |
1400er v. Chr. |
►

1425 v. Chr. |
1424 v. Chr. |
1423 v. Chr. |
1422 v. Chr. |
► |
►►

## Gestorben

### März
- 04. März: Thutmosis III., ägyptischer Pharao (* um 1486 v. Chr.)